# Hortensio Vidaurreta
Hortensio Vidaurreta (11 de janeiro de 1928, Iguzquiza (Navarra, Espanha - 28 de fevereiro de 1984, Irún) foi um ciclista navarro, competiu entre os anos 1946 e 1960, durante os que conseguiu 47 vitórias.
Era um corredor que andava bem em todos os terrenos, destacando nas subidas, conseguindo um grande número de vitórias em carreiras regionais obrigado também a sua boa ponta de velocidade nos sprints.
Teve uma grande rivalidade com seu paisano Jesús Galdeano, o qual começava a despontar quando Hortensio era já um veterano. Entre ambos se disputaram a hegemonia do ciclismo navarro da época. Dois dos seus irmãos também foram ciclistas profissionais Félix Vidaurreta, o qual conseguiu um total de 21 vitórias, e Miguel Vidaurreta, com 4 vitórias.

## Palmarés
| 1946 - Olazagutia 1948 - Vitoria (Circuito San Antonio) - Galdakao - GP Vizcaya - Tafalla - 2º no Campeonato da Espanha de Regiões Contrarrelógio (com Vasconavarra) 1949 - Lazkao - Beasain (P. Loinaz) - G.p.san Juan (Eibar) - Renteria (Campeonato de Gipuzkoa) - Elorrio - Altsasu - Durango - 2º no Campeonato da Espanha de Regiões Contrarrelógio (com Vasconavarra) 1950 - Circuito Estella-Igusquiza - Tudela 1951 - Aretxabaleta (Volta ao Vale de Leniz) - Campeonato Basco-Navarro de Montanha - Campeonato Basco Navarro (Altsasu) - Circuito Estella-Igusquiza 1952 - Subida a Arrate - Campeonato Basco-Navarro de Montanha - 1 etapa da Volta a Castela 1953 - Troféu Masferrer - Bergara (P. Pentecostes) - Campeonato Basco-Navarro de Montanha - Clássica de Ordizia - Billabona - Circuito de Getxo - 1 etapa do G.P. Prefeitura de Bilbao - Campeonato de Navarra | 1954 - 1 etapa da Grande Prêmio da Bicicleta Eibarresa - G.P. San Juan (Eibar) - Clássica de Ordizia - 2 etapas da Volta a Aragão - 3º no Campeonato da Espanha de Montanha - 2º Campeonato da Espanha de Regiões Contrarrelógio (com Navarra) 1955 - G.P. Primavera - Grande Prêmio Ribera - 3º no Campeonato da Espanha de Regiões Contrarrelógio (com Navarra) 1956 - Mondragon (Circuito San Juan) - Campeonato Basco Navarro de Montanha - Volta ao Baztan - 2º no Campeonato da Espanha de Montanha 1957 - Volta a Andaluzia - 1 etapa da Grande Prêmio da Bicicleta Eibarresa - Circuito de Getxo - Zumarraga 1958 - 2 etapas da Volta a Andaluzia - 1 etapa da Grande Prêmio da Bicicleta Eibarresa - Iurreta (G.P. San Miguel) |

## Resultados em Grandes Voltas e Campeonato do Mundo
Durante a sua carreira desportiva tem conseguido os seguintes postos nas Grandes Voltas e nos Campeonatos do Mundo em estrada:
| Carreira           | 1946 | 1947 | 1948 | 1949 | 1950 | 1951 | 1952 | 1953 | 1954 | 1955 | 1956 | 1957 | 1958 | 1959 | 1960 |
| ------------------ | ---- | ---- | ---- | ---- | ---- | ---- | ---- | ---- | ---- | ---- | ---- | ---- | ---- | ---- | ---- |
| Giro d'Italia      | -    | -    | -    | -    | -    | -    | -    | -    | 67º  | -    | -    | -    | -    | -    | -    |
| Tour de France     | X    | -    | -    | -    | -    | -    | Ab.  | -    | -    | -    | -    | -    | -    | -    | -    |
| Volta a Espanha    | -    | -    | -    | X    | Ab.  | X    | X    | X    | X    | Ab.  | Ab.  | 32º  | Ab.  | Ab.  | -    |
| Mundial em Estrada | -    | -    | -    | -    | -    | -    | -    | -    | -    | -    | -    | -    | Ab.  | -    | -    |

-: não participa

Ab.: abandono

X: edições não celebradas

## Equipas
- Independente (1946-1948)
- Touring (1949)
- Independente (1950-1953)
- Berkel-Mostajo / RCD Espanhol (1954)
- Peña Solera (1955)
- Faema (1956)
- Real Unión-Palmera (1957)
- Beasain-Caobania (1958)
- Urago-D'Alessandro (1959)
- Garsa (1960)